# Le Tempelhof
Le Tempelhof est un monument historique situé à Bergheim, dans le département français du Haut-Rhin.

## Localisation
Ce bâtiment est situé au Tempelhof et au 1, route de Thannenkirch à Bergheim.

## Historique
L'édifice fait l'objet d'une inscription au titre des monuments historiques depuis 2000.